# Drugi rząd Jean-Claude’a Junckera i Jeana Asselborna
Drugi rząd Jean-Claude’a Junckera i Jeana Asselborna – rząd Luksemburga pod kierownictwem premiera Jean-Claude’a Junckera i wicepremiera Jeana Asselborna. Zastąpił pierwszy rząd tych samych polityków.
Gabinet został powołany 23 lipca 2009 po wyborach parlamentarnych, w których Chrześcijańsko-Społeczna Partia Ludowa (CSV) odnotowała najlepszy wynik od 45 lat, Jean-Claude Juncker po raz czwarty został premierem, odnawiając koalicję rządową z Luksemburską Socjalistyczną Partią Robotniczą (LSAP). 11 lipca 2013 premier przedłożył swoją rezygnację wielkiemu księciu Henrykowi. Doszło do tego na skutek utraty poparcia ze strony koalicyjnych socjalistów Aleksa Bodry’ego w związku z ujawnionym w raporcie parlamentarnym skandalem korupcyjnym w służbach specjalnych Service de Renseignement de l’Etat i brakiem w ocenie koalicjanta wyciągnięcia przez premiera konsekwencji wobec kierownictwa SREL. Doprowadziło to do przedterminowych wyborów, w których CSV ponownie odniosła zwycięstwo, jednak nową koalicję zawiązały Partia Demokratyczna, LSAP i partia Zieloni, tworząc 4 grudnia 2013 rząd Xaviera Bettela i Etienne’a Schneidera.

## Skład rządu
| Imię i nazwisko        | Partia | Urząd |
| ---------------------- | ------ | --- |
| Jean-Claude Juncker    | CSV    | Premier Luksemburga Minister stanu Minister skarbu Minister spraw wyznaniowych (od kwietnia 2013) |
| Jean Asselborn         | LSAP   | Wicepremier Luksemburga Minister spraw zagranicznych |
| Marie-Josée Jacobs     | CSV    | Minister ds. rodziny i integracji (do kwietnia 2013) Minister ds. współpracy rozwojowej i pomocy humanitarnej (do kwietnia 2013) |
| Mady Delvaux-Stehres   | LSAP   | Minister edukacji narodowej i kształcenia zawodowego |
| Luc Frieden            | CSV    | Minister finansów Minister komunikacji i mediów (od kwietnia 2013) |
| François Biltgen       | CSV    | Minister sprawiedliwości (do kwietnia 2013) Minister służby cywilnej i reformy administracyjnej (do kwietnia 2013) Minister szkolnictwa wyższego i badań naukowych (do kwietnia 2013) Minister komunikacji i mediów (do kwietnia 2013) Minister spraw wyznaniowych (do kwietnia 2013) |
| Jeannot Krecké         | LSAP   | Minister gospodarki i handlu zagranicznego (do lutego 2012) |
| Mars Di Bartolomeo     | LSAP   | Minister zdrowia i zabezpieczenia społecznego |
| Marco Schank           | CSV    | Minister mieszkalnictwa Minister delegowany ds. zrównoważonego rozwoju i infrastruktury |
| Jean-Marie Halsdorf    | CSV    | Minister spraw wewnętrznych i ds. Wielkiego Regionu Minister obrony |
| Claude Wiseler         | CSV    | Minister ds. zrównoważonego rozwoju i infrastruktury |
| Nicolas Schmit         | LSAP   | Minister pracy zatrudnienia i imigracji |
| Françoise Hetto-Gaasch | CSV    | Minister ds. klasy średniej i turystyki Minister ds. równych szans |
| Octavie Modert         | CSV    | Minister kultury Minister ds. kontaktów z parlamentem (do kwietnia 2013) Minister ds. uproszczenia administracji Minister delegowany ds. służby cywilnej i reformy administracyjnej Minister sprawiedliwości (od kwietnia 2013)                                                       |
| Romain Schneider       | LSAP   | Minister rolnictwa, winogrodnictwa i rozwoju obszarów wiejskich Minister sportu Minister delegowany ds. gospodarki solidarnej |
| Etienne Schneider      | LSAP   | Minister gospodarki i handlu zagranicznego (od lutego 2012) |
| Marc Spautz            | CSV    | Minister ds. rodziny i integracji (od kwietnia 2013) Minister ds. współpracy rozwojowej i pomocy humanitarnej (od kwietnia 2013) Minister ds. kontaktów z parlamentem (od kwietnia 2013)                                                                                              |
| Martine Hansen         | CSV    | Minister szkolnictwa wyższego i badań naukowych (od kwietnia 2013) |